# Елаурское сельское поселение (Татарстан)
Елаурское се́льское поселе́ние — муниципальное образование в Нурлатском районе Татарстана Российской Федерации.
Административный центр — село Елаур.

## История
Статус и границы сельского поселения установлены Законом Республики Татарстан от 31 января 2005 года № 32-ЗРТ «Об установлении границ территорий и статусе муниципального образования "Нурлатский муниципальный район" и муниципальных образований в его составе».

## Население
| 2010 | 2011 | 2012  | 2013 | 2014 | 2015 | 2016 |
| ---- | ---- | ----- | ---- | ---- | ---- | ---- |
| 760  | ↘756 | ↗1028 | ↘719 | ↘689 | ↘665 | ↘641 |
| 2017 | 2018 |       |      |      |      |      |
| ↘627 | ↘608 |       |      |      |      |      |

## Состав сельского поселения
| № | Населённый пункт  | Тип населённого пункта       | Население |
| - | ----------------- | ---------------------------- | --------- |
| 1 | Берлек-Михайловка | деревня                      |           |
| 2 | Елаур             | село, административный центр |           |
| 3 | Кирпичное         | село                         |           |
| 4 | Октябрина         | посёлок                      |           |
| 5 | Петровский        | посёлок                      |           |
| 6 | Сосновка          | деревня                      |           |